# Хенли, Маргарет
Маргарет Эмма Хенли (4 сентября 1888 — 11 февраля 1894) — дочь Уильяма Хенли и его жены Анны Хенли (в девичестве Бойл).
Семья Хенли дружила с Джеймсом Барри, и Маргарет называла Джеймса словом «fwendy» (вместо англ. friendy), что и вдохновило Джеймса на создание героини Венди Дарлинг в пьесе «Питер Пэн, или Мальчик, который не хотел расти» (1904) и повести «Питер и Венди» (1911). Она могла служить прототипом героини Маргарет в спектакле «Дорогой Брут» (1917), а также для Маргарет, внучки Венди Дарлинг в «Питере Пэне».
Маргарет умерла в возрасте пяти лет от менингита. Её похоронили в загородном имении друга Уильяма Хенли, Генри Каста в Кокейн-Хэтли (Бедфордшир).